# Christian Gottlob Fischer (Pfarrer)
Christian Gottlob Fischer (* 10. März 1815 in Eula; † 16. Dezember 1893 in Dresden) war ein evangelisch-lutherischer Pfarrer und Autor.

## Leben und Wirken
Nach der Schul- und theologischen Ausbildung wurde Fischer 1851 Diakon und 1864 Archidiakon in Borna. 1870 wurde er Pfarrer und erster Anstaltsgeistlicher bei der Königlichen Strafanstalt im Schloss Waldheim. In dieser Funktion hatte er auch die Oberaufsicht über die Bibliothek der Haftanstalt. Anfang 1874 half ihm dort kurzzeitig Karl May, der dort inhaftiert war, in der Bibliothek. Bereits nach wenigen Wochen wurde May aus dem Bibliotheksdienst wieder entfernt.
1891 wurde Fischer emeritiert.

## Publikationen
- Predigt zum Ehrengedächtniß des Superintendenten Lange in Borna. Borna, 1858.
- Predigt zur Erinnerung an die vor 50 Jahren gelieferte Völkerschlacht bei Leipzig. Pirna, 1863.
- Predigt zur Erinnerung an die 1866 bei Gitschin und Königsgrätz gebliebenen Sachsen. Pirna, 1867.
- Abschiedspredigt, am 1. Adventsonntage 1870 in der Stadtkirche zu Borna gehalten. Borna, 1870.
- Tropfen aus dem Heilsbrunnen. Fünfzig Lieder für die häusliche Andacht. Leipzig, 1870; 2. Aufl. 1871.
- „Auf welche Weise entgehen wir am sichersten der Nachstellung unserer Feinde“? Predigt über Matth. 22, 15–22. Waldheim, 1873.